# Wyspa Aleksandra
Wyspa Aleksandra (ang. Alexander Island, Alexander
I Island; hiszp. Isla Alejandro I; ros. Ziemla Aleksandra I (trb.), Zemlja Aleksandra I (trl.)) (dawniej Ziemia Aleksandra I ) – górzysta wyspa na Morzu Bellingshausena u zachodnich wybrzeży Półwyspu Antarktycznego.

## Nazwa
Nazwana przez wyprawę Bellingshausena (1819–1821) Ziemią Aleksandra I na cześć panującego wówczas cara Aleksandra I (1777–1825) .

## Geografia
Wyspa Aleksandra leży na Morzu Bellingshausena  u zachodnich wybrzeży Półwyspu Antarktycznego . Od kontynentu oddziela ją Zatoka Małgorzaty i Cieśnina Jerzego VI . Cieśninę Jerzego VI wypełnia lód – Lodowiec Szelfowy Jerzego VI, tworząc połączenie między wyspą a Ziemią Palmera na Półwyspie Antarktycznym. 
Wyspa jest największą wyspą antarktyczną – ma ok. 368 km długości na osi północ-południe, 80 km szerokości na północy i 241 km szerokości na południu , i zajmuje 49 tys. km². Jest to największa bezludna wyspa na świecie po Devon Island w Archipelagu Arktycznym.
Jej południowo-zachodni kraniec tworzy wydatny półwysep Beethovena . Na wschodzie wyspy znajduje się Ronne Entrance – południowo-zachodnie wejście do cieśniny Jerzego VI, a na zachodzie Zatoka Małgorzaty. Między Wyspą Aleksandra a wyspami Charcota i Latady Island leży cieśnina Wilkins Sound, którą wypełnia Lodowiec Szelfowy Wilkinsa . 
Wyspa jest zbudowana z magmowych skał głębinowych, metamorficznych oraz wulkanicznych . Ma charakter górzysty  – znajduje się tu kilka pasm górskich, m.in. Havre Mountains, Rouen Mountains, Sofia University Mountains, Lassus Mountains, Colbert Mountains, Walton Mountains i Douglas Range. Najwyższym szczytem jest Mount Stephenson w Douglas Range wznoszący się na 2987 m n.p.m.
Wyspę pokryta jest lodem, a jej szata roślinna jest bardzo skąpa . Na wyspie znajduje się jezioro podlodowcowe Hodgson Lake. 

### Ochrona przyrody
Znajdująca się po wschodniej oaza antarktyczna obejmująca Ablation Valley i Ganymede Heights została uznana za  
Szczególnie Chroniony Obszar Antarktyki (ang. Antarctic Specially Protected Area, ASPA) – ASPA 147 Ablation Valley and Ganymede Heights, Alexander Island .

## Historia
Wyspa została odkryta przez Fabiana von Bellingshausena (1778–1852) 27 stycznia 1821 roku. W lutym 1832 roku została ponownie dostrzeżona przez Johna Biscoe (1794–1843), a następnie przez Carla Juliusa Evensena (1851–1937) (listopad 1893), Adriena de Gerlache (1866–1934) (luty 1898), Jeana-Baptiste Charcota (1867–1936). Do grudnia 1940 roku sądzono, że jest ona częścią Antarktydy – jej wyspiarski charakter potwierdziła wówczas ostatecznie wyprawa na saniach Finna Ronnego (1899–1980) i Carla Eklunda (1909–1962) . Okazało się, że wyspa była połączona z kontynentem lodowcem szelfowym o szerokości ok. 30 km . 
Region został sfotografowany z powietrza podczas amerykańskiej Operacji Highjump (1946–1947) i ekspedycji badawczej na tereny wybrzeża Morza Weddella (ang. Ronne Antarctic Research Expedition (RARE)) w latach 1947–1948. Na podstawie tych zdjęć lotniczych oraz badań terenowych w latach 1948–1950 Falkland Islands Dependencies Survey (FIDS) sporządziła w 1959 roku pierwszą kompletną mapę wyspy. 
W lutym 1961 roku po wschodniej stronie wyspy wybudowano brytyjską bazę Fossil Bluff, obecnie wykorzystywaną w sezonie letnim.

## Polityka
Wyspa, podobnie jak Półwysep Antarktyczny, jest terytorium spornym, aż trzy państwa Wielka Brytania (od 1908 roku), Chile (1940) i Argentyna (1942) uważają, że wyspa należy do nich . Wraz z podpisaniem Układu Antarktycznego roszczenia te zostały „zamrożone”. 